# Надзвичайна комісія з ліквідації неписьменності
Всеросі́йська надзвича́йна комі́сія з ліквіда́ції неписьме́нності (ВЧКЛБ) —  спеціальна організація при Наркомпросі РРФСР, що керувала в 1920-х роках навчанням безграмотних і малограмотних громадян. Утворена СНК (Рада Народних Комісарів) РРФСР 19 червня 1920 для виконання прийнятого 26 грудня 1919 Декрету про ліквідацію неписьменності населення від 8 до 50 років.  Всеросійська надзвичайна комісія і надзвичайні комісії при повітах і губернських відділах народної освіти вели велику роботу з організації пунктів і шкіл лікнепу, підготовці для них кадрів-викладачів, виданню програм, методичних листів, букварів і книг для малограмотних. Діяльність Надзвичайної комісії з ліквідації неписемності особливо посилилася після того, як 4 січня 1923 в «Правді» були надруковані «Сторіночки з щоденника» В.І. Леніна, що закликали покінчити з віковою відсталістю в освіті. Велику допомогу комісії надавало створене в тому ж році добровільне товариство «Геть неписьменність».